# Symplocos sordida
Symplocos sordida är en tvåhjärtbladig växtart som beskrevs av André Guillaumin. Symplocos sordida ingår i släktet Symplocos och familjen Symplocaceae. Inga underarter finns listade i Catalogue of Life.